# سوميدا
تتضمن قصة سوميدا الحياة السابقة لغوتاما بوذا، ذكرت هذه القصة في النصوص البوذية، وفيها يعلن غوتاما نيته في أن يصبح بوذا. تصف النصوص البوذية الأحداث عندما شعر غوتاما برغبته لتحقيق البوذية والتحول إلى بوذا. تعتبر التقاليد أن حياة سوميدا هي بداية الرحلة الروحية التي أدت إلى بلوغ غوتاما البوذية في حياته الأخيرة، تتضمن هذه الرحلة مراحل حياتية متعددة. وُلِد سوميدا في عائلة براهمين، وعاش بداية حياته كزاهد في الجبال. التقى في أحد الأيام بدينباكارا وقدم له جسده لكي يمشي عليه. اعتمد على هذه التضحية، وتعهد على نفسه بأن يكون بوذا في المستقبل، وهو ما أكده دينباكارا من خلال نبوءته.
يعتبر اللقاء بين سوميدا ودينباكارا بوذا أقدم القصص البوذية المعروفة والتي تصف طريق البوداسف (الرغبة التي يشعر فيها الشخص بتحقيق البوذية)، وهي القصة الأكثر تفصيلًا عن حياة بوذا السابقة، وواحدة من أكثر القصص شعبيةً في الفن البوذي. صورت في العديد من معابد تيرادافا، وذكرت في العديد من الأعمال البوذية. نشرت قصة سوميدا من قبل بوذيي ثيرافادا كمثال على الخدمة المتفانية.

## الأصول
وصفت حياة سوميدا في نصوص بالي بوذافايسا، وجاتاكا. تتضمن النصوص التقليدية السنسكريتية وصفًا لحياة سوميدا أيضًا. تتشابه الروايات السنسكريتية إلى حد بعيد مع تلك الخاصة ببالي، ما دفع علماء الهنود كينيث نورمان، وريتشارد جومبريتش إلى اعتقاد الفرضية التالية: قد يعود تاريخ الحسابات إلى وقت مبكر، يرجع إلى قرن من الزمان بعد بوذا. من ناحية أخرى، يجادل الباحث في الدراسات البوذية يان ناتير بأن غياب دينباكارا بوذا في خطابات بالي المبكرة يشير إلى أن تقاليد دينباكارا لم تصبح سارية إلا بعد عدة قرون من ظهور البوذية. صرحت ناعومي أبليتون، باحثة الدراسات البوذية بأن بعض أجزاء السيرة الذاتية قد عدلت في موعد لا يتجاوز القرن السادس الميلادي. 
حدد الحجاج البوذيون الصينيون مثل فاكسيان (337 - 422 م) مكان لقاء سوميدا مع دينباكارا بوذا في منطقة ننكرهار (أفغانستان)، والتي تعرف الآن بنفس الاسم. أعلن فاكسيان عن وجود ضريح لديبانكارا في تلك المنطقة. ادعي البوذيون في غاندارا أن بلدهم هو أصل الحياة الروحية لغوتاما بوذا. نظرًا لأن معظم صور رواية سوميدا قد عثر عليها في المنطقة الشمالية الغربية من الهند، وخاصة منطقة غاندارا، فقد اقترح أن القصة تطورت هناك.
صرحت عالمة الدراسات البوذية كارين ديريس: لم تحظى نصوص بوذافايسا بالكثير من الاهتمام الأكاديمي، بسبب تركيز العلماء على نصوص بالي المبكرة، والتحيز ضد الروايات الأسطورية التالية.

## نشأته
عاش سوميدا عاش أربعة دهور لا تُحصى ومائة ألف دهور عادية بحسب ماورد في نصوص بالي. عبرت عنه معظم النصوص بذكريات غوتاما بوذا، وقدمت سردًا لحياة سوميدا بصوت المتكلم الأول. ولد سوميدا في أمارافاتو في عائلة براهمين النبيلة. أدرك أن الحياة مليئة بالمعاناة مثل المرض والموت، وبدأ رحلته في البحث لإيجاد حالة ما بعد الموت. أدرك سوميدا حقيقة الحياة الفانية وأن الإنسان لا يأخذ ثروته في الآخرة، ولهذا تبرع بكل ما يملك ليصبح زاهدًا. بدأ حياته بالعيش في جبل داماكا في جبال الهيمالايا. انشغل في مراقبة انضباط الحياة الصارم، واختار العيش تحت الأشجار والاعتماد على ثمارها كغذاء. ساعده تدريبه الذاتي في الوصول إلى أعلى مستوى من المعرفة، وتطوير قوى اليوغا العظيمة كالطيران. 

### لقاءه مع دينبكارا بوذا
التقى سوميدا أثناء سفره إلى مدينة رامافاتي بعدة أشخاص، كانوا يعدون طريقًا لدينبكارا بوذا ليسافر عليه، أراد سوميدا أن يلتقي بديبنكارا وقد اختاره من بين أربعة وعشرين آلهة بوذية ليلتقي به قبل أن يصبح بوذا هو نفسه. شارك سوميدا بتجهيز جزء من الطريق، لكنه لم يتمكن من الانتهاء منه في الوقت المناسب. لم يرغب سوميدا باستخدام قواه الروحية لإصلاح الطريق، سجد سوميدا في الوحل أمام دينبكارا بوذا وأتباعه، وجعل من جسده جسرًا بشريًا. ورد في النصوص اللاحقة أن هذه مرحلة متقدمة في تطور غوتاما، يكرس فيها نفسه بشكل كامل للبوذية، ليس فقط في العقل والكلام، ولكن في الجسد أيضًا. وبهذه الطريقة، كرّم سوميدا دينبكارا بوذا وساعده والرهبان على عبور الوحل. عرض سوميدا حياته للخطر عندما سمح بمرور العديد من الرهبان فوقه، ولهذا اعتبر موقفه تضحيةً بالنفس. أطلق سوميدا وعدًا على نفسه أنه سيصبح بوذا في المستقبل.
توقف ديبنكارا أمام جسد سوميدا قبل أن يمشي عليه، وتنبأ بأن رغبة سوميدا ستتحقق في المستقبل. بقي سوميدا على الأرض بعد التنبؤ، بدأ ديبنكارا وأتباعه من الرهبان يطوفون حول سوميدا، وفي بعض القصص يقدمون الزهور كدليل على الاحترام والاحتفال بمستقبل سوميدا كبوذا. ورد في النصوص البوذية اتباع معظم المتفرجين لغوتاما بوذا في حياته الأخيرة بعد تنويره.

## التفسير النصي
يمثل سوميدا شخصية روحية قوية، صوّرت على أنها تكافح بقوة الإرادة للوصول إلى الواقع بعد الولادة المؤلمة، وكان مستعدًا للتخلي عن جسده من أجل الصالح الأعلى. تهدف قصة اللقاء إلى زيادة تقدير غوتاما بوذا، وتشجيع أولئك الذين يسعون جاهدين للتنوير في حياتهم المستقبلية. تشير قصة سوميدا، بالإضافة إلى العديد من قصص جاتاكا، إلى أن مسار بوذا المستقبلي أفضل وأكثر بطولة من طريق السعي من أجل التنوير الشخصي فقط. تتضمن قصة لقاء سوميدا بديبنكارا روح التعبد القوية.
تتضمن حادثة النبوة العديد من الأفكار، يظهر ديبنكارا أنه مدرك للكون، ويظهر غوتاما بوذا بنفس الصورة. يتطور سوميدا في نهاية المطاف إلى بوذا كامل الاستنارة، بشكل مماثل لجميع آلهة بوذا. لا تنحصر القصة بتصوير مستقبل غوتاما بوذا، بل تكشف عن بنية الكون، وكيفية تحقيق البوذية. قال عالم الدراسات البوذية ستيفن كولينز: يرتبط بوذا مع الآخرين في نمط معقد ومتشابك من التنبؤات والذكريات. يمكن تفسير تضحية سوميدا بجسده على شكل جسر على أنها رمز لتمرير البوذية من عصر إلى آخر.

## دوره في البوذية
تُعتبر قصة سوميدا بداية المسار الروحي لبوذا في تقليد ثيرافادا، وردت في معظم الروايات التقليدية عن حياة بوذا. تحاول قصة سوميدا تأكيد العلاقة بين غوتاما بوذا وسلالة أسلافه، وبالتالي إضفاء الشرعية على رسالة بوذا. يوجد تشابه بين التدريب ما قبل التنوير المذكور في قصة سوميدا مع المعتقدات الهندية وعلاقة الملك مع أسلافه. يصف بالي جينالااكارا في العصور الوسطى نبوءة ديبانكارا بأنها تكريس عظيم للنفس.
هذه القصة هي الرواية الأطول والأكثر تفصيلًا عن حياة بوذا السابقة، وهي أقدم قصة بوذية معروفة عن مسار البوداسف، وتعتبر أقدم مثال في تقليد بالي عن منطق البوداسف الإيثاري، الذي يصور شخصًا يهدف إلى تنوير الكائنات الحية الأخرى.
تعتبر قصة لقاء سوميدا مع ديبنكارا واحدة من أكثر القصص شعبية في الفن البوذي. صورت في العديد من معابد تيرافادا، وذكرت في معظم الأعمال الدينية. قصة سوميدا هي إحدى القصص الأكثر أهميًة في الثقافة البوذية، وقد وردت في قصص الأطفال عن بوذا في بعض البلدان. تطرق الفن أيضًا لهذه القصة، وصور لقاء سوميدا مع دينباكارا كثيرًا في الفن البوذي. وردت أيضًا في سرديات إعادة الميلاد في فن غندهاران، دمجت القصة مع الحياة الحالية لبوذا، وصورت في كثير من الأحيان كأحداث رئيسية في حياة بوذا الأخيرة.